# Tremadok
| System                           | Oddział  | Piętro    | Wiek (mln lat) |
| -------------------------------- | -------- | --------- | -------------- |
| Sylur                            | Landower | Ruddan    | młodsze        |
| Ordowik                          | Późny    | Hirnant   | 445,6–443,7    |
| Ordowik                          | Późny    | Kat       | 455,8–445,6    |
| Ordowik                          | Późny    | Sandb     | 460,9–455,8    |
| Ordowik                          | Środkowy | Darriwil  | 468,1–460,9    |
| Ordowik                          | Środkowy | Daping    | 471,8–468,1    |
| Ordowik                          | Wczesny  | Flo       | 478,6–471,8    |
| Ordowik                          | Wczesny  | Tremadok  | 488,3–478,6    |
| Kambr                            | Furong   | Piętro 10 | starsze        |
| Podział według IUGS, lipiec 2009 |          |           |                |

Tremadok (ang. Tremadocian)
- w sensie geochronologicznym – pierwszy wiek wczesnego ordowiku, trwający około 10 milionów lat (od 488,3 ± 1,7 do 478,6 ± 1,7 milionów lat temu).

- w sensie chronostratygraficznym – pierwsze piętro dolnego ordowiku, niższe od flo. Stratotyp dolnej granicy tremadoku i zarazem międzynarodowy stratotyp granicy kambr/ordowik znajduje się na Green Point (zachodnie wybrzeże Nowej Fundlandii, Kanada). Dolną granicę tremadoku wyznacza pierwsze pojawienie się konodonta Iapetognathus fluctivagus Nicoll et al., 1999. Nazwa pochodzi od zatoki Tremadoc w Walii.